# Хоуп, Чарльз, 3-й маркиз Линлитгоу
Чарльз Уильям Фредерик Хоуп, 3-й маркиз Линлитгоу (англ. Charles William Frederick Hope, 3rd Marquess of Linlithgow; 7 апреля 1912 — 7 апреля 1987) — британский пэр и бизнесмен.

## Ранние годы
Родился 7 апреля 1912 года. Старший сын Виктора Хоупа, 2-го маркиза Линлитгоу (1887—1952), и Дорин Мод Милнер (? — 1965). Он был старшим братом-близнецом Джона Хоупа, 1-го барона Глендевона (1912—1995). Также у него было три младших сестры. Получил образование в Итонском колледже и Крайст-Черче в Оксфорде.
Лорд Хоуп участвовал во Второй мировой войне и получил Военный крест в награду за службу. Он был членом 51-й (горной) дивизии. В 1940 году он был взят в плен в Дюнкерке и содержался в замке Кольдиц .
После войны лорд Хоуп занялся финансами и был директором страховой компании «Eagle Star Insurance».
В 1974 году лорд Хоуп создал Фонд сохранения Хоуптоун-хауса, чтобы обеспечить сохранение Хоуптоун-хауса и поместья для будущих поколений.

## Браки и дети
Лорд Линлитгоу был женат дважды. Его первый брак был заключен 24 июля 1939 года с Вивьен Кеньон-Слейни (29 марта 1918 — 23 сентября 1963), дочерью майора Роберта Орландо Родольфа Кеньона-Слейни (1892—1965) и леди Мэри Сесилии Родезии Гамильтон (1896—1984). У пары было двое общих детей.
- Леди Мэри Сара-Джейн Хоуп (25 мая 1940 — 8 ноября 2012), 3 октября 1967 года она вышла замуж за Майкла Гордона Лиройда (? — 2015), сына Филипа Хэлкетта Брука Лиройда. У пары был один сын джереми Энтони Гордон Лиройд (род. 1971), и они развелись в 1978 году.
- Эдриан Джон Чарльз Хоуп, 4-й маркиз Линлитгоу (род. 1 июля 1946), преемник отца.

Леди Линлитгоу умерла 23 сентября 1963 года. Лорд Линлитгоу женился вторым браком, 15 февраля 1965 года, на Джудит Лоусон (? — 1991), дочери Стэнли Мэтью Лоусона.
Он умер в свой 75-й день рождения 7 апреля 1987 года, и ему наследовал его единственный сын Эдриан Хоуп, 4-й маркиз Линлитгоу.